# Pavel Hofmann
Pavel Hofmann (Prága, 1938. január 29. –) Európa-bajnok és olimpiai bronzérmes cseh evezős.

## Pályafutása
1959-ben Európa-bajnoki ezüstérmes lett a nyolcas tagjaként. 1963-ban Vladimír Andrs-szel kétpárevezősben aranyérmet szerzett. Az 1964-es tokiói olimpián kétpárevezősben Andrs-szel bronzérmes lett.

## Sikerei, díjai
- Olimpiai játékok – kétpárevezős
  - bronzérmes: 1964, Tokió
- Európa-bajnokság
  - aranyérmes: 1963 (kétpárevezős)
  - ezüstérmes: 1959 (nyolcas)